# Gérard Dériot
Gérard Dériot (Louroux-Hodement, Allier, 1 de noviembre de 1944 - 10 de junio de 2024) fue un político francés. Fue senador de Allier desde 1998 hasta 2020 y en varias ocasiones presidente del consejo departamental de Allier.

## Biografía
Ejercía la profesión de farmacéutico, Gérard Dériot fue elegido miembro del consejo general de Allier, en el cantón de Cérilly en 1985, luego reelegido en 1992, 1998, 2004 y 2011. Fue elegido miembro del consejo municipal de Cérilly, donde fue alcalde de 1995 a 2001 y luego adjunto hasta 2020.
Ejerció en tres ocasiones las funciones de presidente del departamento de Allier, de 1992 a 1998 y de 2001 a 2008 bajo la denominación de "consejo general", y de 2015 a 2017 bajo la denominación de "consejo departamental". En este cargo, frente a la cuestión de la desertificación médica progresiva de los territorios rurales de su departamento, creó en 2006 el dispositivo "Wanted" de incentivo a la instalación permanente de jóvenes médicos: el departamento financia una parte de los tres últimos años de estudios mediante una beca a cambio de un compromiso firme de instalación durante al menos seis años en un sector deficitario; como resultado de este programa, dieciocho jóvenes practicantes se instalaron en zonas con demografía médica crítica.
En septiembre de 1998, fue elegido senador de Allier. Fue elegido el 7 de diciembre de 2010 questor del Senado. Reelegido en 2008 y 2014, no se presentó a las elecciones de 2020.
Falleció el 10 de junio de 2024 a la edad de 79 años.

## Detalle de mandatos y funciones

### Consejero municipal y alcalde
- 1995-2001: alcalde de Cérilly (Allier).
- 2001-2020: adjunto al alcalde de Cérilly.

### Consejero general
- 1985-2015: consejero general de Allier (cantón de Cérilly).
- 1992-1998: presidente del consejo general de Allier.
- 2001-2008: presidente del consejo general de Allier.[3]

### Consejero departamental
- 2 de abril de 2015 - 27 de junio de 2021: consejero departamental para el cantón de Bourbon-l'Archambault, en binomio con Corinne Trebosc-Coupas.
- 2 de abril de 2015 - 25 de septiembre de 2017: presidente del consejo departamental de Allier.[4][5]

### Senador
- 1998-2020: senador de Allier.
- 2004-2010; 2014-2020: vicepresidente de la comisión de asuntos sociales.
- 2010-2014: questor del Senado (2010-2014).[6]